# Луїза Вальверде
Луїза Елізабет Вальверде Мелендрес (ісп. Luisa Elizabeth Valverde Melendres; нар. 4 липня 1991) — еквадорська борчиня вільного стилю, триразова чемпіонка, шестиразова срібна та триразова бронзова призерка Панамериканських чемпіонатів, чемпіонка та срібна призерка чемпіонатів Південної Америки, бронзова призерка Панамериканських ігор, дворазова чемпіонка та бронзова призерка Південноамериканських ігор, чемпіонка та дворазова бронзова призерка Боліваріанських ігор, учасниця двох Олімпійських ігор.

## Життєпис
Боротьбою почала займатися з 2006 року. У 2011 році стала бронзовою призеркою чемпіонату світу серед юніорів. Чемпіонка (2011), дворазова срібна (2008, 2009) та бронзова (2010) призерка Панамериканських чемпіонатів серед юніорів.
У 2020 та 2021 роках Луїза Вальверде безуспішно намагалась відібратись на літні Олімпійські ігри в Токіо на олімпійських кваліфікаційних турнірах. Однак у червні 2021 року офіційні особи Північної Кореї повідомили, що вони не будуть посилати спортсменів на токійську Олімпіаду. У зв'язку з цим місце південнокорейської спортсменки на олімпійському турнірі дісталось Луїзі Вальверде.
На Олімпіаді-2020 Вальверде виграла перший поєдинок з рахунком 11:4 у представниці Греції Марії Преволаракі. Однак у наступному поступилася з рахунком 5:15 представниці Монголії Бат-Очирин Болортуяа. Оскільки монгольська спортсменка не пройшла до фіналу, Луїза Вальверде не змогла взяти учать у втішних сутичках за бронзову нагороду, посівши у підсумку восьме місце.
На літні Олімпійські ігри 2024 року Вальверде пробилась, вигравши Панамериканський олімпійський кваліфікаціний турнір в Акапулько. На Олімпіаді в Парижі вона в першому колі чисто виграла в італійки Аврори Руссо, але у наступному поєдинку також чисто поступилась японці Цугумі Сакурай. Японська спортсменка вийшла до фіналу і стала чемпіонкою, а Луїза отримала право поборотися за бронзову нагороду у втішному турнірі, але у першій сутичці поступилась з рахунком 0:13 Ганні Тейлор з Канади і вибула з турніру, посівши у підсумку сьоме місце.
Тренери — Хосе Антоніо Лімонта (з 2009), Карлос Валера (з 2010).

## Спортивні результати на міжнародних змаганнях

### Виступи на Олімпіадах
| Змагання                    | Збірна  | Вагова категорія          | Місце |
| --------------------------- | ------- | ------------------------- | ----- |
| Літні Олімпійські ігри 2020 | Еквадор | жіноча боротьба, до 53 кг | 8     |
| Літні Олімпійські ігри 2024 | Еквадор | жіноча боротьба, до 57 кг | 7     |

### Виступи на Чемпіонатах світу
| Змагання                        | Збірна  | Вагова категорія          | Місце |
| ------------------------------- | ------- | ------------------------- | ----- |
| Чемпіонат світу з боротьби 2011 | Еквадор | жіноча боротьба, до 51 кг | 18    |
| Чемпіонат світу з боротьби 2014 | Еквадор | жіноча боротьба, до 53 кг | 28    |
| Чемпіонат світу з боротьби 2018 | Еквадор | жіноча боротьба, до 53 кг | 7     |
| Чемпіонат світу з боротьби 2019 | Еквадор | жіноча боротьба, до 53 кг | 7     |
| Чемпіонат світу з боротьби 2021 | Еквадор | жіноча боротьба, до 53 кг | 5     |
| Чемпіонат світу з боротьби 2022 | Еквадор | жіноча боротьба, до 55 кг | 13    |
| Чемпіонат світу з боротьби 2023 | Еквадор | жіноча боротьба, до 57 кг | 16    |

### Виступи на Панамериканських чемпіонатах
| Змагання                                   | Збірна  | Вагова категорія          | Місце  |
| ------------------------------------------ | ------- | ------------------------- | ------ |
| Панамериканський чемпіонат з боротьби 2011 | Еквадор | жіноча боротьба, до 48 кг | Бронза |
| Панамериканський чемпіонат з боротьби 2014 | Еквадор | жіноча боротьба, до 55 кг | Золото |
| Панамериканський чемпіонат з боротьби 2015 | Еквадор | жіноча боротьба, до 55 кг | Срібло |
| Панамериканський чемпіонат з боротьби 2016 | Еквадор | жіноча боротьба, до 53 кг | Срібло |
| Панамериканський чемпіонат з боротьби 2017 | Еквадор | жіноча боротьба, до 53 кг | Бронза |
| Панамериканський чемпіонат з боротьби 2018 | Еквадор | жіноча боротьба, до 53 кг | Срібло |
| Панамериканський чемпіонат з боротьби 2019 | Еквадор | жіноча боротьба, до 53 кг | Срібло |
| Панамериканський чемпіонат з боротьби 2020 | Еквадор | жіноча боротьба, до 53 кг | Золото |
| Панамериканський чемпіонат з боротьби 2021 | Еквадор | жіноча боротьба, до 53 кг | Срібло |
| Панамериканський чемпіонат з боротьби 2022 | Еквадор | жіноча боротьба, до 53 кг | Срібло |
| Панамериканський чемпіонат з боротьби 2023 | Еквадор | жіноча боротьба, до 57 кг | Золото |
| Панамериканський чемпіонат з боротьби 2024 | Еквадор | жіноча боротьба, до 57 кг | Бронза |

### Виступи на Панамериканських іграх
| Змагання                  | Збірна  | Вагова категорія          | Місце  |
| ------------------------- | ------- | ------------------------- | ------ |
| Панамериканські ігри 2011 | Еквадор | жіноча боротьба, до 48 кг | 5      |
| Панамериканські ігри 2015 | Еквадор | жіноча боротьба, до 53 кг | 5      |
| Панамериканські ігри 2019 | Еквадор | жіноча боротьба, до 53 кг | 5      |
| Панамериканські ігри 2023 | Еквадор | жіноча боротьба, до 57 кг | Бронза |

### Виступи на Чемпіонатах Південної Америки
| Змагання                                    | Збірна  | Вагова категорія          | Місце  |
| ------------------------------------------- | ------- | ------------------------- | ------ |
| Чемпіонат Південної Америки з боротьби 2009 | Еквадор | жіноча боротьба, до 59 кг | Срібло |
| Чемпіонат Південної Америки з боротьби 2015 | Еквадор | жіноча боротьба, до 55 кг | Золото |

### Виступи на Південноамериканських іграх
| Змагання                       | Збірна  | Вагова категорія          | Місце  |
| ------------------------------ | ------- | ------------------------- | ------ |
| Південноамериканські ігри 2010 | Еквадор | жіноча боротьба, до 51 кг | Бронза |
| Південноамериканські ігри 2018 | Еквадор | жіноча боротьба, до 53 кг | Золото |
| Південноамериканські ігри 2022 | Еквадор | жіноча боротьба, до 57 кг | Золото |

### Виступи на Боліваріанських іграх
| Змагання                 | Збірна  | Вагова категорія          | Місце  |
| ------------------------ | ------- | ------------------------- | ------ |
| Боліваріанські ігри 2013 | Еквадор | жіноча боротьба, до 51 кг | Бронза |
| Боліваріанські ігри 2017 | Еквадор | жіноча боротьба, до 53 кг | Бронза |
| Боліваріанські ігри 2022 | Еквадор | жіноча боротьба, до 57 кг | Золото |

### Виступи на інших змаганнях
| Змагання                                                        | Збірна  | Вагова категорія          | Місце  |
| --------------------------------------------------------------- | ------- | ------------------------- | ------ |
| Гран-прі Іспанії з боротьби 2013                                | Еквадор | жіноча боротьба, до 51 кг | 8      |
| Кубок Гранми з боротьби 2015                                    | Еквадор | жіноча боротьба, до 55 кг | Бронза |
| Олімпійський кваліфікаційний турнір з боротьби 2016 (Фріско)    | Еквадор | жіноча боротьба, до 53 кг | 5      |
| Гран-прі Іспанії з боротьби 2018                                | Еквадор | жіноча боротьба, до 53 кг | Бронза |
| Відкритий чемпіонат Польщі з боротьби 2018                      | Еквадор | жіноча боротьба, до 53 кг | 12     |
| Турнір міста Сассарі з боротьби 2019                            | Еквадор | жіноча боротьба, до 53 кг | Бронза |
| Турнір Яшара Догу 2019                                          | Еквадор | жіноча боротьба, до 53 кг | 11     |
| Меморіал Маттео Пелліконе 2020                                  | Еквадор | жіноча боротьба, до 53 кг | Срібло |
| Олімпійський кваліфікаційний турнір з боротьби 2020 (Оттава)    | Еквадор | жіноча боротьба, до 53 кг | 4      |
| Меморіал Маттео Пелліконе 2021                                  | Еквадор | жіноча боротьба, до 53 кг | 7      |
| Турнір Дана Колова — Николи Петрова 2021                        | Еквадор | жіноча боротьба, до 53 кг | Срібло |
| Олімпійський кваліфікаційний турнір з боротьби 2020 (Софія)     | Еквадор | жіноча боротьба, до 53 кг | 12     |
| Турнір Зухає Сгає 2022                                          | Еквадор | жіноча боротьба, до 53 кг | 5      |
| Меморіал Іона Корнеану і Ладислава Сімона 2022                  | Еквадор | жіноча боротьба, до 53 кг | Золото |
| Гран-прі Франції Анрі Деглана 2023                              | Еквадор | жіноча боротьба, до 57 кг | Срібло |
| Відкритий чемпіонат Загреба з боротьби 2023                     | Еквадор | жіноча боротьба, до 57 кг | 18     |
| Турнір Ібрагіма Мустафи 2023                                    | Еквадор | жіноча боротьба, до 57 кг | Бронза |
| Турнір Дана Колова — Николи Петрова 2023                        | Еквадор | жіноча боротьба, до 57 кг | Золото |
| Турнір К. У. Кожомкула і Р. Санатбаєва 2023                     | Еквадор | жіноча боротьба, до 57 кг | 7      |
| Меморіал Імре Поляка та Яноша Варги 2023                        | Еквадор | жіноча боротьба, до 57 кг | 9      |
| Меморіал Іона Корнеану і Ладислава Сімона 2023                  | Еквадор | жіноча боротьба, до 57 кг | Бронза |
| Відкритий чемпіонат Загреба з боротьби 2024                     | Еквадор | жіноча боротьба, до 57 кг | 18     |
| Олімпійський кваліфікаційний турнір з боротьби 2024 (Акапулько) | Еквадор | жіноча боротьба, до 57 кг | Золото |
| Меморіал Імре Поляка та Яноша Варги 2024                        | Еквадор | жіноча боротьба, до 57 кг | 8      |
| Гран-прі Іспанії з боротьби 2024                                | Еквадор | жіноча боротьба, до 57 кг | Золото |
| Турнір Мухамета Мало 2025                                       | Еквадор | жіноча боротьба, до 57 кг | Бронза |

### Виступи на змаганнях молодших вікових груп
| Змагання                                                 | Збірна  | Вагова категорія          | Місце  |
| -------------------------------------------------------- | ------- | ------------------------- | ------ |
| Панамериканський чемпіонат з боротьби серед юніорів 2008 | Еквадор | жіноча боротьба, до 51 кг | Срібло |
| Панамериканський чемпіонат з боротьби серед юніорів 2009 | Еквадор | жіноча боротьба, до 51 кг | Срібло |
| Панамериканський чемпіонат з боротьби серед юніорів 2010 | Еквадор | жіноча боротьба, до 51 кг | Бронза |
| Панамериканський чемпіонат з боротьби серед юніорів 2011 | Еквадор | жіноча боротьба, до 51 кг | Золото |
| Чемпіонат світу з боротьби серед юніорів 2011            | Еквадор | жіноча боротьба, до 51 кг | Бронза |